# Annie Romein-Verschoor
Anna Helena Margaretha Romein-Verschoor, mais conhecida como Annie Romein-Verschoor, foi uma autora e historiadora neerlandesa. Formada em história pela Universidade de Leiden, adquiriu popularidade nacional na década de 1930 com livros escritos em colaboração com o marido, Jan Romein, incluindo Países Baixos à Beira Mar (1934), uma história nacional marxista. Suas escritas acerca da autoria feminina foram reimpressas durante a década de 1970 e se tornaram popular entre apoiadores da segunda onda do feminismo.